# Пенанго
Пенанго (итал. Penango) је насеље у Италији у округу Асти, региону Пијемонт.
Према процени из 2011. у насељу је живело 182 становника. Насеље се налази на надморској висини од 255 м.

## Становништво
Према резултатима пописа становништва 2011. у општини је живело 516 становника.
| 1936. | 1951. | 1961. | 1971. | 1981. | 1991. | 2001. | 2011. |
| ----- | ----- | ----- | ----- | ----- | ----- | ----- | ----- |
| 1.201 | 1.065 | 963   | 686   | 548   | 492   | 538   | 516   |